# Фридрих Август Леополд Карл фон Шверин
Фридрих Август Леополд Карл фон Шверин (на немски: Friedrich August Leopold Karl, Graf von Schwerin; * 11 декември 1750 в Берлин; † 16 септември 1836 в Берлин) от Мекленбург-Померанската фамилия „фон Шверин“ е от 1787 г. граф на Шверин. Той е рицар на „Йоанитския орден“, наследствен господар на Борау в окръг Олешница и пруски генерал-лейтенант.
Той е син на кралския главен щал-майстер Гнеомар Конрад Богислав фон Шверин (* 3 ноември 1721; † 10 август 1769) и съпругата му Илзаба София Доротея фон Бредов (* 10 октомври 1722; † 28 май 1788), дъщеря на полковник Йохан Лудвиг фон Бредов. Майка му е дворцова дама на Софи Доротеа фон Брауншвайг-Люнебург, майката на пруския крал Фридрих II (1712 – 1786). Внук е на пруския държавен и военен министър, кралски главен щал-майстер Фридрих Богислав фон Шверин (1674 – 1747) и Доротея фон Каниц (1688 – 1760), дъщеря на генерал-майор Кристоф Албрехт фон Каниц (1653 – 1711).
Фридрих Август Леополд Карл фон Шверин влиза във войската 1765 г. На 22 март 1765 г. става кандидат на Йоанитския рицарски орден. На 12 май 1788 г. става корнет и на 4 май 1773 г. – лейтенант и като такъв участва в Баварската наследствена война. На 31 май 1789 г. става майор. На 2 май 1793 г. е приет в Йоанитския рицарски орден.
Шверин участва 1794/95 г. в похода в Полша. На 20 май 1806 г. той е издигнат на генерал-майор. Той участва в Четвъртата война на коалицията (1806 – 1807) и напуска войската на 30 май 1807 г.
Фридрих Август Леополд Карл фон Шверин е издигнат на 6 януари 1787 г. до пруски граф. От чичо си пруския генерал-майор граф Фридрих Алберт фон Шверин (1717 – 1789) той наследява 1789 г. имението Вилмерсдорф и от неговата вдовица през 1814 г. също имението Борау, а през 1833 г. една част от Шпантеков.
Фридрих Август Леополд Карл фон Шверин умира на 86 години на 16 септември 1836 г. в Берлин.

## Фамилия
Фридрих Август Леополд Карл фон Шверин се жени на 3 октомври 1785 г. в Берлин за графиня Луиза Фридерика Вилхелмина Йохана фон дер Шуленбург-Кенерт (* 10 май 1767, Стендал; † 28 март 1847, Берлин), дъщеря на пруския генерал граф Фридрих Вилхелм фон дер Шуленбург-Кенерт (1742 – 1815) и първата му съпруга Лудовика Доротея фон Борстел (1746 – 1767). Те имат децата:
- Кристиан Фридрих Вилхелм Лудвиг (* 19 март 1787, Берлин; † 27 април 1858, Берлин), таен съдебен съветник, родител на клон Вилмерсдорф, женен на 1 май 1838 г. в Берлин за Вилхелмина Ебел (* 30 ноември 1819, Берлин; † 9 юни 1901, Висбаден); имат син
- Адолф Леополд Албрехт (* 16 август 1789; † 13 март 1808), лейтенант
- Лудвиг Август Леополд (* 16 септември 1794, Берлин; † 31 януари 1863, Бреслау), лейтенант, женен на 29 ноември 1820 г. в Цесел за графиня Евгения Корона София фон Райхенбах (* 13 май 1797, Цесел; † 10 октомври 1867, Бреслау); имат дъщеря
- Луиза Фридерика Лаура (* 13 юли 1809; † 14 юли 1809)